# 19952 Ashkinazi
19952 Ashkinazi è un asteroide della fascia principale. Scoperto nel 1982, presenta un'orbita caratterizzata da un semiasse maggiore pari a 2,7566417 UA e da un'eccentricità di 0,2842922, inclinata di 7,40706° rispetto all'eclittica.